# Società Sportiva Nola 1989-1990
Questa voce raccoglie le informazioni riguardanti la Società Sportiva Nola nelle competizioni ufficiali della stagione 1989-1990.

## Stagione
La stagione 1989-1990 del Nola è stata la 5ª e ultima stagione in Serie C2. Al termine della stagione dopo oltre 40 anni (ultima apparizione nella Serie C 1946-1947) il Nola riconquistò la terza serie, venendo promosso in C1.
In coppa l'eliminazione arrivò già nella fase a gironi, dove terminò al quinto posto.

## Divise e sponsor
| Casa |

Il Nola disputò la stagione utilizzando la classica maglia a strisce bianconere, con pantaloncini bianchi e calzettoni bianchi.
Lo sponsor ufficiale era ECOFERT.

## Organigramma societario
- Presidente Onorario: ing. Aniello Taurisano
- Presidente: avv. Francesco Napolitano
- Direttore Sportivo: geom. Franco Napolitano
- Segretario: rag. Salvatore Ruoppo
- Allenatore: Giovanni Simonelli
- Medico sportivo: Giuseppe Sasso e Gaetano Profeta
- Sede: Piazza Duomo, 80035, Nola (NA)

## Rosa
| N. |                      | Ruolo | Calciatore            |
| -- | -------------------- | ----- | --------------------- |
|    | Italia (bandiera)    | C     | Michele Amato         |
|    | Italia (bandiera)    | C     | Massimiliano Calcagno |
|    | Italia (bandiera)    | D     | Stegano Campanile     |
|    | Italia (bandiera)    | C     | Maurizio Cavallo      |
|    | Italia (bandiera)    | A     | Carlo Collaro         |
|    | Italia (bandiera)    | A     | Nunzio Cuofano        |
|    | Argentina (bandiera) | C     | Osvaldo Dalla Buona   |
|    | Italia (bandiera)    | D     | Antonio Di Crescenzo  |
|    | Italia (bandiera)    | D     | Francesco Di Spirito  |
|    | Italia (bandiera)    | D     | Massimo Drago         |
|    | Italia (bandiera)    | D     | Biagio Grasso         |
|    | Italia (bandiera)    | C     | Salvatore Ianniello   |
|    | Italia (bandiera)    | D     | Vincenzo La Manna     |
|    | Italia (bandiera)    | D     | Vincenzo Lanzaro      |

| N. |                   | Ruolo | Calciatore         |
| -- | ----------------- | ----- | ------------------ |
|    | Italia (bandiera) | C     | Marco Lo Pinto     |
|    | Italia (bandiera) | C     | Vincenzo Malagnino |
|    | Italia (bandiera) | C     | Fernando Migliucci |
|    | Italia (bandiera) | D     | Nunzo Nusco        |
|    | Italia (bandiera) | C     | Giuseppe Papa      |
|    | Italia (bandiera) | P     | Gennaro Pescatore  |
|    | Italia (bandiera) | A     | Riccardo Petrucci  |
|    | Italia (bandiera) | A     | Antonio Pisani     |
|    | Italia (bandiera) | A     | Francesco Procopio |
|    | Italia (bandiera) | A     | Carmelo Quaranta   |
|    | Italia (bandiera) | C     | Giuseppe Sapio     |
|    | Italia (bandiera) | C     | Salvatore Raimo    |
|    | Italia (bandiera) | P     | Roberto Serena     |
|    | Italia (bandiera) | D     | Giacomo Zaccaria   |

## Risultati

### Campionato

#### Girone di andata
| Arbitro: | Nepi (Ascoli Piceno) |

|          |           |  |
| Pepe 67’ | Marcatori |  |

| Arbitro: | Misticolli (Ascoli Piceno) |

|                      |           |                        |
| Ianniello 52’ (rig.) | Marcatori | 2’ Tani 49’ Del Grande |

| Arbitro: | Moretti (Cosenza) |

|  |           |               |
|  | Marcatori | 24’ Migliucci |

| Arbitro: | Giulian Vasquez (Lecce) |

|                          |           |  |
| Petrucci 19’ Cuofano 83’ | Marcatori |  |

| Arbitro: | Giacinto Franceschini (Bari) |

|                                   |           |                    |
| Petrucci ?’ Siniscalco 33’ (aut.) | Marcatori | 55’ (rig.) Condemi |

| Arbitro: | Mattera (Roma) |

|                                       |           |  |
| Ianniello ?’ (aut.) Mezzini ?’ (rig.) | Marcatori |  |

| Arbitro: | Moro (San Donà di Piave) |

|                      |           |  |
| Ianniello 88’ (rig.) | Marcatori |  |

| Cava de' Tirreni 5 novembre 1989 8ª giornata | Pro Cavese           | 0 – 0 | Nola | Stadio Simonetta Lamberti (2799 spett.)\| Arbitro: \| Stefanelli (Bologna) \| |
| Arbitro:                                     | Stefanelli (Bologna) |       |      |                                                                               |

| Arbitro: | Freddi (Sassari) |

|                   |           |            |
| Procopio 19’, 28’ | Marcatori | 32’ Pitino |

| Arbitro: | Carozzi (Alessandria) |

|                 |           |                |
| Di Vincenzo 41’ | Marcatori | 56’ Iannielllo |

| Arbitro: | Mangerini (Brescia) |

|                          |           |  |
| Lo Pinto 10’ (rig.), 45’ | Marcatori |  |

| Arbitro: | Danieluzzi (Latisana) |

|             |           |  |
| Collaro 64’ | Marcatori |  |

| Arbitro: | Forte (Marsala) |

|                       |           |  |
| Vincenzo Vivarini 86’ | Marcatori |  |

| Arbitro: | Rodino (Monza) |

|                      |           |  |
| Ianniello 17’ (rig.) | Marcatori |  |

| Arbitro: | Nepi (Ascoli Piceno) |

|                                                   |           |              |
| Puntureri 5’ Infantino 17’ Nuccio 18’, 69’ (rig.) | Marcatori | 84’ Petrucci |

| Nola 7 gennaio 1990 16ª giornata | Nola            | 0 – 0 | Altamura | Stadio Comunale Piazza d'Armi\| Arbitro: \| Pacifici (Roma) \| |
| Arbitro:                         | Pacifici (Roma) |       |          |                                                                |

| Arbitro: | Destro (Alessandria) |

|                     |           |              |
| Angelo Montrone 73’ | Marcatori | 26’ Lo Pinto |

#### Girone di ritorno
| Arbitro: | Roberto Bettin (Padova) |

|              |           |  |
| Lo Pinto 77’ | Marcatori |  |

| Arbitro: | Rapece (Perugia) |

|                |           |             |
| Brugaletta 14’ | Marcatori | 49’ Collaro |

| Arbitro: | Ambrosio (Como) |

|                                      |           |  |
| Collaro 4’ Lo Pinto 57’ Petrucci 90’ | Marcatori |  |

| Potenza 18 febbraio 1990 21ª giornata | Potenza          | 0 – 0 | Nola | Stadio Alfredo Viviani (4000 spett.)\| Arbitro: \| Chiesa (Livorno) \| |
| Arbitro:                              | Chiesa (Livorno) |       |      |                                                                        |

| Arbitro: | Pasquale Rodomonti (Teramo) |

|                       |           |              |
| Giuseppe Galluzzo 34’ | Marcatori | 71’ Petrucci |

| Arbitro: | Casoli (Reggio Emilia) |

|              |           |  |
| Procopio 27’ | Marcatori |  |

| Arbitro: | Berteli (Schio) |

|               |           |              |
| Franchini 11’ | Marcatori | 48’ Calcagno |

| Arbitro: | Scarcelli (Cosenza) |

|             |           |              |
| Collaro 31’ | Marcatori | 66’ Pierozzi |

| Lentini 1º aprile 1990 26ª giornata | Atletico Leonzio         | 0 – 0 | Nola | Stadio Angelino Nobile (3500 spett.)\| Arbitro: \| Graziano Cesari (Genova) \| |
| Arbitro:                            | Graziano Cesari (Genova) |       |      |                                                                                |

| Arbitro: | Destro (Alessandria) |

|                           |           |  |
| Lo Pinto 75’ Procopio 83’ | Marcatori |  |

| Arbitro: | Iannello (Pavia) |

|              |           |             |
| Gentilini 1’ | Marcatori | 65’ Collaro |

| Fasano 29 aprile 1990 29ª giornata | Fasano                     | 0 – 0 | Nola | Stadio Vito Curlo (1500 spett.)\| Arbitro: \| Daniele Tombolini (Ancona) \| |
| Arbitro:                           | Daniele Tombolini (Ancona) |       |      |                                                                             |

| Arbitro: | Massimo Ferro (Verona) |

|                                                      |           |              |
| Cetronio 10’ (aut.) Petrucci 32’ Procopio 44’ (rig.) | Marcatori | 59’ Vivarini |

| Arbitro: | Forte (Marsala) |

|                                           |           |  |
| Pugliati 8’ Stefano Mobili 10’ Davato 39’ | Marcatori |  |

| Arbitro: | Baglieri (Tivoli) |

|                   |           |  |
| Procopio 15’, 58’ | Marcatori |  |

| Arbitro: | Di Nelli (Lucca) |

|                |           |                     |
| Cancellato 35’ | Marcatori | 85’ (aut.) Lauriola |

| Arbitro: | Di Ronzo (Roma) |

|                              |           |                 |
| Mele 31’ (aut.) Procopio 38’ | Marcatori | 58’, 81’ Caputo |

### Coppa Italia Serie C
| Nola 20 agosto 1989 1ª giornata | Nola            | 0 – 0 | Campobasso | Stadio Comunale Piazza d'Armi\| Arbitro: \| Di Renzo (Roma) \| |
| Arbitro:                        | Di Renzo (Roma) |       |            |                                                                |

| Arbitro: | Giulian Vasquez (Lecce) |

|               |           |                      |
| Sciarappa 74’ | Marcatori | 48’ (rig.) Ianniello |

| Nola 27 agosto 1989 3ª giornata | Nola                 | 0 – 0 | Turris | Stadio Comunale Piazza d'Armi (600 spett.)\| Arbitro: \| Del Giudice (Napoli) \| |
| Arbitro:                        | Del Giudice (Napoli) |       |        |                                                                                  |

| Caserta 30 agosto 1989 4ª giornata | Casertana           | 0 – 0 | Nola | Stadio Alberto Pinto (2000 spett.)\| Arbitro: \| Borsetti (Cagliari) \| |
| Arbitro:                           | Borsetti (Cagliari) |       |      |                                                                         |

| Arbitro: | Scarcelli (Cosenza) |

|              |           |                                               |
| Quaranta 24’ | Marcatori | 29’ Marrone 46’ Casale 62’ Mitri 89’ Cucciari |

| Ischia 28 agosto 1989 7ª giornata | Ischia Isolaverde | 0 – 0 | Nola | Stadio Enzo Mazzella\| Arbitro: \| Cavanna (Roma) \| |
| Arbitro:                          | Cavanna (Roma)    |       |      |                                                      |

## Statistiche

### Statistiche di squadra
| Competizione         | Punti | In casa | In casa | In casa | In casa | In casa | In casa | In trasferta | In trasferta | In trasferta | In trasferta | In trasferta | In trasferta | Totale | Totale | Totale | Totale | Totale | Totale | DR  |
| Competizione         | Punti | G       | V       | N       | P       | Gf      | Gs      | G            | V            | N            | P            | Gf           | Gs           | G      | V      | N      | P      | Gf     | Gs     | DR  |
| -------------------- | ----- | ------- | ------- | ------- | ------- | ------- | ------- | ------------ | ------------ | ------------ | ------------ | ------------ | ------------ | ------ | ------ | ------ | ------ | ------ | ------ | --- |
| Serie C2             | 36    | 17      | 13      | 4       | 0       | 28      | 8       | 17           | 1            | 11           | 5            | 9            | 18           | 34     | 14     | 15     | 5      | 37     | 26     | +11 |
| Coppa Italia Serie C | -     | 3       | 0       | 3       | 1       | 1       | 4       | 3            | 0            | 3            | 0            | 1            | 1            | 6      | 0      | 5      | 1      | 2      | 5      | -3  |
| Totale               | -     | 20      | 13      | 7       | 1       | 29      | 12      | 20           | 1            | 14           | 5            | 10           | 19           | 40     | 14     | 20     | 6      | 39     | 31     | +8  |

### Statistiche dei giocatori
| Giocatore      | Serie C2 | Serie C2 | Serie C2    | Serie C2   | Coppa Italia Serie C | Coppa Italia Serie C | Coppa Italia Serie C | Coppa Italia Serie C | Totale   | Totale | Totale      | Totale     |
| Giocatore      | Presenze | Reti     | Ammonizioni | Espulsioni | Presenze             | Reti                 | Ammonizioni          | Espulsioni           | Presenze | Reti   | Ammonizioni | Espulsioni |
| -------------- | -------- | -------- | ----------- | ---------- | -------------------- | -------------------- | -------------------- | -------------------- | -------- | ------ | ----------- | ---------- |
| M. Amato       | 28       | 0        | 2+          | 0+         | 0                    | 0                    | 0                    | 0                    | 28       | 0      | 2+          | 0+         |
| M. Calcagno    | 31       | 1        | 0+          | 0+         | 6                    | 0                    | 0+                   | 0+                   | 37       | 1      | 0+          | 0+         |
| S. Campanile   | 0        | 0        | 0           | 0          | 2                    | 0                    | 0+                   | 0+                   | 2        | 0      | 0+          | 0+         |
| M. Cavallo     | 25       | 0        | 1+          | 0+         | 0                    | 0                    | 0                    | 0                    | 25       | 0      | 1+          | 0+         |
| C. Collaro     | 25       | 5        | 0+          | 0+         | 0                    | 0                    | 0                    | 0                    | 25       | 5      | 0+          | 0+         |
| N. Cuofano     | 4        | 2        | 0+          | 0+         | 1                    | 0                    | 0+                   | 0+                   | 5        | 2      | 0+          | 0+         |
| O. Dalla Buona | 23       | 0        | 1+          | 0+         | 6                    | 0                    | 3+                   | 0+                   | 29       | 0      | 4+          | 0+         |
| F. Di Spirito  | 0        | 0        | 0           | 0          | 3                    | 0                    | 0+                   | 0+                   | 3        | 0      | 0+          | 0+         |
| M. Drago       | 27       | 0        | 0+          | 0+         | 0                    | 0                    | 0                    | 0                    | 27       | 0      | 0+          | 0+         |
| B. Grasso      | 27       | 0        | 2+          | 0+         | 0                    | 0                    | 0                    | 0                    | 27       | 0      | 2+          | 0+         |
| S. Ianniello   | 28       | 4        | 4+          | 0+         | 5                    | 1                    | 0+                   | 0+                   | 33       | 5      | 4+          | 0+         |
| V. La Manna    | 31       | 0        | 1+          | 0+         | 6                    | 0                    | 1+                   | 0+                   | 37       | 0      | 2+          | 0+         |
| V. Lanzaro     | 8        | 0        | 1+          | 0+         | 3                    | 0                    | 0+                   | 0+                   | 11       | 0      | 1+          | 0+         |
| M. Lo Pinto    | 28       | 6        | 0+          | 0+         | 0                    | 0                    | 0                    | 0                    | 28       | 6      | 0+          | 0+         |
| V. Malagnino   | 0        | 0        | 0           | 0          | 2                    | 0                    | 0+                   | 0+                   | 2        | 0      | 0+          | 0+         |
| F. Migliucci   | 5        | 1        | 0+          | 0+         | 5                    | 0                    | 0+                   | 0+                   | 10       | 1      | 0+          | 0+         |
| N. Nusco       | 5        | 0        | 1+          | 0+         | 0                    | 0                    | 0                    | 0                    | 5        | 0      | 1+          | 0+         |
| G. Papa        | 3        | 0        | 0+          | 0+         | 6                    | 0                    | 2+                   | 0+                   | 9        | 0      | 2+          | 0+         |
| G. Pescatore   | 7        | -5       | 0+          | 0+         | 0                    | 0                    | 0                    | 0                    | 7        | -5     | 0+          | 0+         |
| R. Petrucci    | 28       | 6        | 1+          | 0+         | 0                    | 0                    | 0                    | 0                    | 28       | 6      | 1+          | 0+         |
| A. Pisani      | 1        | 0        | 0+          | 0+         | 2                    | 0                    | 0+                   | 0+                   | 3        | 0      | 0+          | 0+         |
| F. Procopio    | 28       | 8        | 0+          | 0+         | 6                    | 0                    | 0+                   | 0+                   | 34       | 8      | 0+          | 0+         |
| C. Quaranta    | 16       | 0        | 1+          | 0+         | 6                    | 1                    | 0+                   | 0+                   | 22       | 1      | 1+          | 0+         |
| S. Raimo       | 4        | 0        | 0+          | 0+         | 4                    | 0                    | 0+                   | 0+                   | 8        | 0      | 0+          | 0+         |
| R. Serena      | 29       | -21      | 1+          | 1+         | 6                    | -5                   | 0+                   | 0+                   | 35       | -26    | 1+          | 1+         |
| G. Zaccaria    | 29       | 0        | 1+          | 1+         | 6                    | 0                    | 1+                   | 1+                   | 35       | 0      | 2+          | 2+         |